# ويزلي فيريس
ويزلي فيريس (2 مايو 1927 - 28 مايو 2001) (بالإنجليزية: Wesley Ferris)‏ هو لاعب كريكت أيرلندي. شارك مع منتخب أيرلندا للكريكت.